# Ropstvo u starom Rimu
Ropstvo je igralo važnu ulogu u društvu i gospodarstvu Starog Rima. Osim što su se bavili manualnim radom, robovi su obavljali i mnoge kućanske poslove, a često su radili i na poslovima koji su zahtijevali visoke kvalifikacije i vještine. Učitelji, računovođe i ljekarnici često su bili robovi, a među njima je bilo puno grčkih robova. Nekvalificirani robovi ili oni koji su po kazni osuđeni na ropstvo radili su na seoskim imanjima, u rudnicima i mlinovima. Njihovi uvjeti života bili su vrlo teški i život tih robova nije bio dug.
Prema rimskom pravu, robovi su smatrani imovinom i nisu bili pravni subjekti. Za razliku od rimskih građana, robovi su mogli biti tjelesno kažnjavani, seksualno iskorištavani (prostitutke su često bile robinje), mučeni i pogubljeni bez sudske odluke. Na sudu se svjedočenje roba prihvaćalo samo ako je bilo dano pod mučenjem, što je bilo temeljeno na uvjerenju kako će robovi, jer su upućeni u poslove svojih gospodara, biti previše odani kako bi bez prisile iznijeli nešto što bi njihovim gospodarima moglo štetiti. Međutim, vremenom je robovima davana sve veća pravna zaštita, uključujući pravo žaliti se na postupke svojih gospodara. Stav prema robovima promijenio se djelomično i zato što je među obrazovanom rimskom elitom veliki utjecaj steklo stoičko učenje, čiji su egalitaristički pogledi na čovječanstvo uključivali i robove.
Jedan od najvažnijih izvora robova bila su rimska osvajanja u doba republike. Porobljivanje neprijateljskih vojnika dovelo je do masovnih oružanih ustanaka robova, od kojih je posljednji poveo Spartak. Tijekom "rimskog mira" (pax Romana) u vrijeme ranog Rimskog Carstva (1–2. stoljeće n. e.) država je prije svega nastojala očuvati stabilnost, pa je u nedostatku novih ozemnih osvajanja ovaj izvor robova presušio. Da bi se sačuvala postojeća robovska radna snaga, donošeni su zakonski propisi kojima se nastojalo ograničiti puštanje robova na slobodu. Odbjegli robovi bili su kazneno gonjeni i vraćeni svojim vlasnicima, često uz nagradu.

## Podrijetlo robova
Grčki historiograf Dionisije Halikarnašanin iz 1. stoljeća pr. n. e. kaže da je u Rimu ropstvo nastalo u doba legendarnog osnivača Romula, koji je obiteljskim ocima dopustio vlastitu djecu prodavati u ropstvo, kao i da se ropstvo zatim širilo kako se širila i rimska država. Robovlasništvo je među rimskim građanima bilo najrasprostranjenije u razdoblju od Drugog punskog rata (218–201. pr. n. e.) do 4. stoljeća nove ere. Grčki geograf Strabon iz 1. stoljeća nove ere piše o tome kako je propast moćnog Seleukidskog Carstva (100–63. pne.) dovela do velikog zamaha trgovine robljem.
Zakonik dvanaest ploča iz 5. st. pr. Kr.. tiču se i ropstva, što ukazuje da je ta institucija već tada postojala barem neko vrijeme. Pravnik Ulpijan (2. stoljeće n.e.) u svojoj podjeli prava na tri dijela smješta ropstvo u okvir međunarodnog prava (ius gentium), koje je zajedničko svim narodima (gentes). Zakon narodâ nije bilo ni prirodno pravo, koje je postojalo u prirodi i vrijedilo kako za ljude tako i za životinje, niti je spadalo u građansko pravo, koje je činio korpus zakona koji su važili za jedan određeni narod. Po prirodnom zakonu, sva se ljudska bića rađaju slobodna (liberi), ali ropstvo se smatralo ustanovom koja postoji u svim narodima, koji onda to područje mogu regulirati svojim posebnim zakonima. U antičkom ratu pobjednik je, prema ius gentium, imao pravo porobiti poraženo stanovništvo; međutim, ako je mirovni sporazum postignut diplomatskim pregovorima ili formalnom predajom, pobijeđeni ljudi bi, prema običajima, uglavnom bili pošteđeni. Međunarodno pravo (ius gentium) nije bilo kodificirano, pa je njegova praktična primjena ovisila o "razumnom poštovanju standarda međunarodnog ponašanja".

## Ropstvo i rat
Mnogi robovi na rimsko su tržište robljem dospjeli putem rata. Zarobljenici su dovođeni ili kao ratni plijen ili su prodavani trgovcima robljem, a antički izvori navode brojke od nekoliko stotina do nekoliko tisuća takvih robova zarobljenih u "svakom" ratu. Ti ratovi uključivali su sva osvajanja novih zemalja, počevši od doba kraljevstva, preko samnitskih i savezničkog rata, pa sve do carskog razdoblja. Zarobljenici koji su lišeni slobode nakon tri ustanka robova (135–132, 104–100. i 73–71. pne.) također su povećali broj robova u Rimu. Ratovi su u doba republike predstavljali glavni izvor robova, ali su i tijekom cijeloga carskog razdoblja nastavili donositi nove robove.
Gusarstvo je u trgovini robljem uvijek predstavljalo jedan od važnih izvora robova, a tako je bilo i u starom Rimu. Gusarstvo je naročito cvjetalo u Kilikiji, gdje su pirati nekažnjeno djelovali iz nekoliko jakih uporišta. Pompej je bio zaslužan za iskorjenjivanje gusarstva u Serdozemlju 67. pne. Premda je Pompej suzbio masovno gusarenje i ono tijekom carstva uglavnom bilo držano pod nadzorom, ono je ipak u određenoj mjeri opstalo, pa je i dalje predstavljalo jedan od izvora robova. Augustin se u 5. stoljeću n. e. tuži na zamah koji su otmice dostigle u sjevernoj Africi:

U provinciji Africi ima toliko mnogo onih koji se obično zovu porobljivačima, da oni gotovo cijelu provinciju čiste od ljudi odvodeći ih preko mora i prodaju ih, a radi se skoro sasvim o slobodnim ljudima. Jer za veoma mali broj tih ljudi ustanovi se da su ih prodali roditelji, a ni oni se ne prodaju uz ugovor koji vrijedi u razdoblju od 25 godina, kako perdviđa rimski zakon, nego se zapravo prodaju kao pravi robovi i prodaju se kao robovi preko mora. Trgovci robljem vrlo rijetko kupuju istinske robove od njihovih gospodara. Štoviše, zbog ove gomile porobljivača cijele bande razbojnika i otimača bezobzirno oblače se kao vojnici ili divljaci i bez straha ustremljuju se uz urlike na neka slabo naseljena seoska područja i na silu odvlače ljude koje potom prodaju trgovcima robljem.

## Trgovina i gospodarstvo
Tijekom razdoblja osvajanja rimsko gospodarstvo prošlo je kroz značajnu preobrazbu pod utjecajem povećanja bogatstva među elitom i velikog povećanja broja robova. Premda se gospodarstvo oslanjalo na robovsku radnu snagu, u povijesti je ipak bilo uljudbi koje su više od Rima ovisile o robovlasništvu. Među Spartancima, na primjer, robovska klasa helota po broju je nadmašivala slobodne stanovnike u odnosu sedam prema jedan, kaže Herodot.
Otok Delos u istočnom Sredozemlju pretvoren je 166. pne. u slobodnu luku i postao jedno od glavnih tržnica roblja. Mnoštvo robova koje bi dospjelo na Apeninski poluotok kupovali su imućni zemljoposjednici kojima su trebali robovi za rad na poljima. Povjesničar Keith Hopkins zamijetio je kako su upravo ulaganja u zemljište i poljoprivrednu proizvodnju proizveli veliko bogatstvo na području današnje Italije, te je smatrao da se posljedice rimskih osvajanja i potonjeg porasta bogatstva i uvoza golemog broja robova u Italiju mogu usporediti s raširenim i brzim izumima u tehnologiji.
Car August uveo je porez od 2 posto na prodaju robova, što je, prema procjenama, donosilo godišnji prihod od oko 5 000 000 sestercija; taj iznos ukazuje na nekih 250 000 prodaja. Do 43. g. n.e. taj je porez povećan na 4 posto. Čini se da je tržište robljem postojalo u gotovo svakom gradu carstva, no van grada Rima jedan od najvažnijih centara bio je Efez.

## Demografija
Postoje različite statističke procjene o brojnosti robova u rimskoj državi. Procjene o postotku robova među italskim stanovništvom kreću se od 30 do 40 posto u 1. stoljeću pne., pa se procenjuje da je do kraja 1. stoljeća pne. u Italiji bilo između dva i tri milijuna robova, tj. između 35 i 40 posto ukupnog stanovništva. Procjenjuje se da je u cijeloj rimskoj državi bilo malo manje od 5 000 000 robova, tj. između 10 i 15 posto ukupnog stanovništva Oko 49 posto robova pripadalo je društvenoj eliti, koja je činila manje od 1,5 posto stanovništva carstva. Približno polovina svih robova radila je na selu, a ostali u manjim i većim gradovima.
Ropstvo u starom Rimu nije bilo povezano s pitanjem rase. Robovi su dopremani iz cijele Europe i sredozemnog svijeta, pa je među njima bilo Kelta, Germana, Tračana, Grka, Kartažana, te manja grupa Etiopljana u rimskom Egiptu. Od 1. stoljeća pr. Kr. običaji više nisu dopuštali porobljivanje rimskih građana i Italija koji žive u Cisalpijskoj Galiji, no prije toga mnogi Italici iz južne i srednje Italije pretvarani su u robove nakon poraza koje su njihovi narodi pretrpjeli tijekom rimskog osvajanja Italije. Veliki broj robova u Italiji do tog je doba bio italskog podrijetla.

## Prodaja robova
Nove robove nabavljali su uglavnom trgovci na veliko koji su pratili rimsku vojsku na pohodima. Robovi koji su bili djeca koštali su manje nego odrasli, premda ima i izvora koji kažu da su bili skuplji. Julije Cezar jednom je prilikom cjelokupno stanovništvo jedne galske oblasti, ukupno 53 000 ljudi, prodao trgovcima robljem koji su se nalazili na licu mjesta. Robovi su prodavani i na javnim aukcijama, ponekad i u prodavaonicama, a posebno vrijedni robovi mogli su biti predmet privatnih kupoprodajnih aranžmana. Trgovinu robova nadgledali su kvestori.
Ponekad su robovi bili izloženi na postoljima koja su se okretala, a na ploči pred njim nalazili su se podaci o njegovom podrijetlu, zdravlju, naravi, inteligenciji, obrazovanju i sl. Cijene su se kretali ovisno o starosnoj dobi i kvaliteti, pri čemu su najvredniji robovi dostizali vrtoglave cijene. Pošto su Rimljani željeli znati što točno kupuju, robovi su na prodaju izlagani nagi. Trgovac je morao primiti prodanog roba natrag u roku od šest mjeseci ako je rob imao nedostatke na koje nije bilo ukazano prilikom prodaje, odnosno morao je kupcu nadoknaditi štetu. Robovi koji su na aukciji prodavani bez jamstva nosili su na glavi kapu.

### Dužničko ropstvo
U doba rane Rimske republike postojalo je dužničko ropstvo, koje se označavalo nazivom nexum. U rimskom pravnom sustavu to je bio oblik mancipacije (mancipatio). Premda su pojedinosti tog ugovornog odnosa varirale, u načelu je slobodan čovjek nudio da će, kao jamstvo za zajam, služiti kao vezani rob (nexus). Usput je mogao ponuditi i svog sina. Premda je takav rob također mogao očekivati kako će trpjeti poniženje i određeni stupanj zlostavljanja, kao zakoniti građanin trebao je buti pošteđen tjelesne kazne. Nexum je ukinut 326. pne. zakonom Papirija i Petelija, koji je donijet djelomično i zato da bi se zaštitio fizički integritet građana koji su pali u dužničko ropstvo.
Rimski povjesničari ukrasili su ukidanje dužničkog ropstva jednom legendom, čije su pojedinosti varirale. U temelju te legende nalazi se priča o jednom mladom i poštenom robu (nexus) koji je pretrpio seksualno nasilje od svog povjeritelja i gospodara. U jednoj inačici, taj je mladić pao u ropstvo kako bi platio za očev pokop; prema drugim inačicama, u ropstvo ga je predao otac. U svim inačicama mladić je predstavljen kao oličenje vrline i poštenja. Bez obzira je li se radilo o povijesnom događaju, on je isticao nelogičnost pordređivanja jednog slobodnog građanina drugom, pa je zakonodavac odgovorio potvrđivanjem prava građana na slobodu (libertas), po čemu se građanin razlikovao od roba i izgnanika iz društva (infamis).
Ciceron je na ukidanje dužničkog ropstva gledao prvenstveno kao na politički manevar čiji je cilj bio umiriti plebejce: zakon o ukidanju dužničkog ropstva donesen je u vrijeme borbe patricija i plebejaca, tijekom koje su, prema analističkoj teoriji, plebejci nastojali patricijima oduzeti neka od njihovih nasljednih političkih prava. Iako je nexum ukinut kao vrsta kreditnog jamstva, dužiničko je ropstvo i dalje moglo uslijediti u slučaju da dužnik ne izvršava svoje novčane obveze. Osim toga, građanin se mogao ugovorom obvezati služiti drugom građaninu u zamjenu za novac i pri tom se odreći svojih građanskih prava.

## Vrste poslova
Robovi su obavljali najraznovrsnije poslove koji se mogu okvirno podijeliti u pet kategorija: kućanski poslovi, javni ili državni poslovi, gradske službe, poljoprivreda i rudarstvo. Na epitafima se nalaze zapisi o najmanje 55 različitih poslova koje je mogao obavljati kućni rob, među kojima su dužnosti brijača, sluge, kuhara, frizera, sluškinje (ancilla), dojilje, odgojiteljice, učitelja, tajnika, krojača, računovođe i ljekarnika. Imućno kućanstvo (domus u gradu, odnosno villa na selu) moglo je opsluživati osoblje od nekoliko stotina ljudi. Uvjeti života u gradskom kućanstvu (familia urbana), premda gori od onih koje su uživali slobodni ljudi u istom kućanstvu, znali su ponekad biti i bolji od životnih uvjeta mnogih siromašnih građana Rima. Kućni su robovi najvjerojatnije uživali najviše standarde među svim rimskim robovima, ne računajući neke državne robove, koji nisu zavisili od samovolje pojedinačnih gospodara. Carski su robovi radili u carevom kućanstvu (familia Caesaris).
Vernae (jednina: verna) bili su robovi rođeni u okviru kućanstva (familia) ili obiteljskoga seoskog imanja (villa). Od vlasnika se očekivalo vernama osigurati posebnu pažnju i brigu, a natpisi na nekim grobovima robova posebno ističu kako se radi o vernama, koji su ponekad bili djeca nekog od slobodnih muških članova kućanstva. Generička riječ za "roba" u latinskom je glasila servus (množina: servi).
U gradskom okruženju robovi su se bavili pranjem odjeće, graviranjem, obućarstvom, pekarstvom, kočijaštvom, prostitucijom. Seoski robovi (familia rustica) vjerojatno su živjeli u zdravijim uvjetima. Rimski pisci na temu poljoprivrede predviđaju kako će većinu članova jednog seoskog imanja činiti robovi, kojima će upravljati nadzornik (vilicus), koji je često i sam bio rob.
Deseci tisuća robova bili su osuđeni na rad u rudnicima i kamenolomima, gdje su uvjeti rada bili iznimno teški. "Osuđenici na rad u rudniku" (damnati in metallum) bili su zatvorenici koji su izgubili građansku slobodu (libertas), predali imovinu (bona) državi i postali "robovi po kazni" (servae poenae). Njihov se status po zakonu razlikovao od statusa drugih robova, jer osuđenici nisu mogli otkupiti svoju slobodu, nisu se mogli prodati niti osloboditi. Očekivalo se da će oni do kraja života raditi u rudniku. Robovi i oslobođenici u carskom kućanstvu (familia Caesaris) radili su u upravi rudnika.
U doba pozne republike oko polovina svih gladijatora koji se borili u rimskim arenama bili su robovi, premda su oni najvještiji često bili slobodni građani koji su se dragovoljno borili u gladijatorskim borbama. Uspješnim gladijatorima ponekad je darovana sloboda. Međutim, jer se radilo o iskusnim borcima s pristupom oružju, gladijatori su bili najopasnija grupa robova. U prvoj polovini 1. stoljeća pne. mnogi gladijatori bili su ratni zarobljenici. Spartak, koji je prevodio veliki ustanak robova 73‒71. pne.,  i sam je bio gladijator.

### Državni robovi
Državni rob (servus publicus) bio je rob koji nije bio u vlasništvu nekog pojedinca, već cijelog rimskog naroda. Državni su robovi radili su hramovima i drugim javnim objektima, kako u Rimu tako i u municipijima. Uglavnom su obavljali najosnovnije poslove kao sluge kolegija pontifika, magistrata i drugih službenih lica. Neki kvalificirani državni robovi radili su na specijaliziranim poslovima, kao što su računovodstvo i rad u tajništvu.
Pošto su imali mogućnost dokazati svoje sposobnosti, mogli su steći ugled i utjecaj, pa su ponekad bili puštani na slobodu. U doba republike državni rob mogao je steći slobodu objavom koju je izdavao magistrat uz prethodno odobrenje senata, a u doba carstva takvog je roba mogao osloboditi samo car. Municipalne robove moglo je osloboditi municipalno vijeće.

## Pravni položaj
Rimski robovi mogli su posjedovati imovinu (peculium) i njome se služiti kao da je njihovo vlasništvo, premda je ona zakonski pripadala njihovim gospodarima. Obrazovanim i kvalificiranim robovima bilo je dopušteno zarađivati vlastiti novac i oni su se mogli nadati tome da će uštedjeti dovoljno novca kako bi kupili svoju slobodu. Takvi su robovi često stjecali slobodu odredbama oporuke koju je ostavio njihov gospodar ili kao nagradu za odanu službu. Poznat je primjer Ciceronovog tajnika i bivšeg roba Tirona, kojem je gospodar još za svoga života podario slobodu, pa se ovaj povukao na vlastito seosko imanje, gdje je umro u 99. godini života.
U izvorima se nailazi na izvješća o zlostavljanju robova, ali ima malo informacija o tome koliko je takvo ponašanje bilo rašireno. Katon Stariji u svom djelu O poljoprivredi kaže da ostarjelog i bolesnog roba treba istjerati iz kuće. Filozof Seneka, pak, smatrao je da će rob, prema kojem se gospodar ljubazno ophodi, bolje obavljati svoj posao od onoga koji je zlostavljan. Međutim, do zlostavljanja je, ukupno uzevši, dolazilo relativno često, a robovi su tučeni kako bi se kaznilo njihovo loše ponašanje, kako bi se potaknulo dobro ili iz oba ta razloga istodobno. Nekad se mlatilo jednostavno kako bi gospodar iskalio svoje frustracije, bijes ili sadističke porive. Robinje (i robovi) smatrani su legitimnim seksualnim objektima i kao takvi bili seksualno iskorištavani; kako kaže Seneka Stariji, sramotno seksualno ponašanje predstavlja zločin za slobodnu osobu, nužnost za roba i dužnost za oslobođenika.
Premda su oslobođeni robovi u načelu stjecali građanska prava, uz pravo glasa ako su bili muškarci, oni koji su spadali u klasu dediticija trajno su bili lišeni građanskih prava. Dediticii su uglavnom bili robovi čiji su gospodari smatrali nužnim kazniti ih za ozbiljno kršenje discipline time što su ih bacili u okove, žigosali, stavili ih na muke radi priznanja nekog zločina, bacili ih u tamnicu, poslali ih protiv njihove volje u gladijatorsku školu (ludus), osudili ih na borbu protiv nekog gladijatora ili na borbu protiv divljih zvijeri (potonji status takvog roba bio je očito važan samo ako bi on preživio). Dediticii su smatrani prijetnjom po društvo, bez obzira na to je li kazna koju im je dosudio gospodar bila pravedna, a ako bi se približili na stotinu milja od Rima, mogli su biti ponovno bačeni u ropstvo.
Raspinjanje na križ bila je metoda smrtne kazne namijenjena samo robovima, izdajnicima i razbojnicima. Marko Licinije Kras okončao je svoju pobjedu nad Spartakom u trećem robovskom ratu tako što je 6 000 robova dao raspeti na križeve duž Via Appia.
Čak i u slučaju najokrutnijeg postupanja robovi su imali malo pravne zaštite. U teoriji rob je mogao potražiti utočište u nekom hramu i pozivajući se na drevno pravo azila zatražiti zaštitu od okrutnog gospodara, a iz vijesti iz antike poznato je da su neki robovi to i činili. U praksi jedina pravna zaštita za koju se čini da je bila redovito tražena i ponekad bila uspješna odnosila se na postupak utvrđivanja je li neka osoba bila rođena kao slobodna i zatim nezakonito pretvorena u roblje; rimsko je društvo, izgleda, pokazivalo određene simpatije prema ljudima koji su tvrdili da su rođeni slobodni, a našli su se u ropstvu.
Nekoliko careva tijekom vremena dalo je veća prava robovima. Klaudije je objavio da, ako gospodar napusti svog roba, taj se rob imao smatrati slobodnim. Neron je robovima dao pravo sudu podnositi tužbe protiv gospodara. Pod Antoninom Piom gospodaru koji bi ubio roba bez opravdanog razloga moglo se suditi za ubojstvo. Okviri pravne zaštite za robove širili su se kako se carstvo razvijalo. U drugoj polovini 2. stoljeća nove ere postalo je uobičajeno da se robovi žale na okrutno ili nepošteno postupanje svojih gospodara.
Prema Marcelu Maussu, u Rimu je persona (= "ličnost") postupno postala "istoznačnica prave prirode pojedinca", ali "rob je iz tog koncepta bio isključen: servus non habet personam, tj. "rob nema osobnost"; on ne posjeduje svoje telo, on nema predaka, nema ime, nema cognomen, nema svoj imetak".

## Ustanci i bijeg
Moses Finley zamijetio je kako su "odbjegli robovi neka vrsta opsesije u antičkim izvorima". Skrivanje odbjeglih robova bilo je zabranjeno, a za njih su umajmljivani i profesionalni lovci na robove. Objavljivani su oglasi koji su donosili precizne opise odbjeglih robova i nudili nagradu za one koji takve robove vrate vlasniku. Ako bi bio uhvaćen, bjegunac je kažnjavan šibanjem, žigosanjem ili smrću. Onima koji bi ostali u životu na čelu su utiskivana slova FUG, skraćeno od fugitivus (= "bjegunac"). Ponekad su robovi oko vrata imali okovani kovani ovratnik; jedan takav ovratnik pronađen je u Rimu, i na njemu je napisano: "Pobjegao sam. Uhvati me. Ako me vratiš mom gospodaru Zoninu, bit ćeš nagrađen".
Opasnost od ustanka robova stalno je prijetila i nekoliko je puta ozbiljno ugrozila stabilnost rimske republike. Grčki povjesničar Apijan iz 1. stoljeća pne. piše da su se robovi ponekad međusobno povezivali u cilju pripreme pobune. U svom je djelu opisao tri velika robovska ustanka: prvi robovski rat (135–132. pne.), drugi robovski rat (104–100. pne.) i treći robovski rat (73–71. pne.).

## Ropstvo u filozofiji i religiji

### Državna religija
Najpoznatiji vjerski blagdan koji su proslavljali i robovi bile su Saturnalije (Saturnalia), koje su se održavale svakog decembra i tijekom kojih su se robovi obilno gostili, kockali se, uživali slobodu govora i druge slobode koje im inače nisu bile dostupne. Kao znak svoje privremene slobode nosili su na glavi upadljivu kapu koja se zvala pilleus, a nju su tad nosili i slobodni građani, koji su inače išli gologlavi. Neki antički izvori upućuju kako su na saturnalijskim gozbama robovi ručali zajedno s gospodarima, dok drugi nagovještavaju kako su robovi ručali prvi ili kako su gospodari zapravo posluživali robove za stolom. Običaji su se možda mijenjali tijekom vremena. Makrobije (5. vek n.e.) ovako opisuje Saturnalije:

U međuvremenu, nadzornik robova, čije je zaduženje bilo prinijeti žrtvu Penatima, osigurati namirnice i upravljati dužnostima kućnih slugu, došao je saopćiti svom gospodaru da su se robovi pogostili u skladu s godišnjim običajem. Naime, tijekom te svetkovine u kućanstvima koja se pridržavaju ispravnih vjerskih obreda prvo počaste sve robove večerom koja kao da je za gospodara pripremljena, a tek potom postavi se stol za oca kućanstva. I tako je tad glavni rob došao objaviti da je vrijeme za večeru i da pozove gospodare za stol.

Za vrijeme Saturnalija robovima je bilo dopušteno i u šali iskazivati nepoštovanje prema svojim gospodarima, za koje nisu trpjeli nikakvu kaznu. Horacije, rimski pjesnik iz Augustovog doba, njihovu slobodu govora naziva "decembarskom slobodom" (libertas Decembri). U dvije svoje satire, koje opisuju događaje tijekom Saturnalija, Horacije prikazuje kako rob oštro kritizira svog gospodara. No svi su znali da je to niveliranje društvene hijerarhije bilo privremeno i imalo svoja ograničenja; u konačnici, nijednoj društvenoj normi od toga nije prijetila nikakva opasnost, jer blagdan je prije ili kasnije završavao.
Drugi robovski praznik (servorum dies festus) održavao se 13. augusta u čast Servija Tulija, legendarnog šestog kralja Rima, koji je bio sin jedne robinje. Kao i tijekom Saturnalija, i ovdje su se uloge obrtale: majka obitelji prala je glave i svojim robinjama i sebi.
Hram Feronije u Taracini u Laciju bilo je mjesto na kojem su priređivane posebne ceremonije oslobađanja robova putem manumisije. Feronija je bila poistovjećena s boginjom Slobodom (Libertas) i smatrana je zaštitnicom oslobođenikâ (dea libertorum). Na jednom kamenu kod njenog hrama bilo je zapisano: "neka robovi koji to zaslužuju sjednu i potom slobodni ustanu".

#### Robinje i religija
Matralije (Matralia) bio je ženski festival koji se održavao 11. Iuniusa i bio posvećen Majci Matuti. Na toj svetkovini slobodne Rimljanke obredno su tukle jednu robinju i izbacivale je iz zajednice. Inače je robinjama sudioništvo na tom festivalu bilo zabranjeno.
Robinjima je bio posvećen "praznik sluškinja" (Ancillarum feriae), koji se održavao 7. Iuliusa. Antički izvori objašnjavaju, da se ta svetkovina održavala u sjećanje na pomoć koju su Rimu pružile ancillae (robinje ili sluškinje) tijekom rata s Fidenom početkom 4. stoljeća pne. Oslabljeni galskom opsadom Rima 390. pne., Rimljani su potom pretrpjeli veliki poraz od Fidenjana, koji su onda zahtijevali da im Rimljani predaju svoje supruge i kćeri djevice kao taoce za osiguranje mira. Jedna ancilla po imenu Filotida ili Tutula smislila je plan kako da se neprijatelj prevari: ancillae će se preobući u slobodne žene, provesti jednu noć u neprijateljskom taboru i poslati Rimljanima signal o tome kad je najbolji trenutak za protunapad. Premda se u historičnost ove priče sumnja, ona ipak ukazuje na to da su Rimljani vjerovali da su i prije punskih ratova već imali znatnu populaciju robova.

### Misterijski kultovi
Pristup u mitraističke misterije bio je dopušten robovima i oslobođenicima, i na nekim kultnim mjestima sve pronađene zavjetne darove ili barem većinu njih ostavili su robovi, ponekad uz molitvu za dobro zdravlje svojih gospodara. Kult Mitre, koji je promicao potčinjavanje autoritetu i napredovanje u hijerarhiji, bio je u skladu sa strukturom rimskog društva, pa sudioništvo robova u njemu nije predstavljalo prijetnju za postojeći društveni poredak.

### Stoicizam
Stoičari su smatrali da svi ljudi predstavljaju manifestacije istog univerzalnog duha, pa su stoga po prirodi jednaki. Također su vjerovali da vanjske okolnosti (kao što je porobljivanje) ne sprječava osobu pridržavati se stoičkog ideala unutarnje vlasti nad samim sobom: prema nekim antičkim vijestima, jedan od najvažnijih rimskih stoičara, Epiktet, svoju je mladost proveo kao rob.

### Rano kršćanstvo
I stoičari i neki ranokršćanski pisci protivili su se zlostavljanju robova, ali ne i samoj instituciji ropstva. Zagovornici ovih filozofija nudili su svoje poglede kao način života u okviru postojećeg ljudskog društva, a ne kao metodu za svrgavanje ukorijenjenih ustanova. U kršćanskim svetim spisima gospodarima se savjetuje plaćati jednaku nadnicu i dobro postupati s robovima, a ovima se savjetuje pokoravati se svojim zemaljskim gospodarima i, ako je moguće, do slobode doći na zakoniti način.
Neki crkveni oci, na primer Grgur iz Nise i Ivan Zlatousti, pozivali su na dobro postupanje prema robovima i osuđivali su ropstvo, dok su ga drugi podržavali. Kršćanstvo je u svojoj religiji dalo robovima jednako mjesto kao i slobodnim ljudima te im je dopuštalo sudjelovati u liturgiji. Prema antičkoj predaji, pape Klement I. (oko 92. – 99.), Pio I. (158. – 167.) i Kalist I. (oko 217. – 222.) bili su bivši robovi.

## Ropstvo u književnosti
Premda su se antički pisci rijetko bavili ropstvom s etičke točke gledišta, jer njihovo društvo nije ni povezivalo ropstvo s nekakvom moralnom dvojbom, u svojim su djelima pisali i o robovima i o postupanju prema njima, uglavnom kako bi predočili teme povijesne i gospodarske događaje ili narav neke osobe ili, pak, kako bi zabavili i uveselili čitatelje. Među djelima u kojima se govori o robovima nalaze se historije, drame i satire, uključujući Petronijevu Trimalhionovu gozbu, gdje bogati oslobođenik Trimalhion utvrđuje: "I robovi su ljudi. Mlijeko koje su oni popili isto je, čak i ako ih je pritisla zla sudbina". Obrazovani rimski robovlasnici možda su u književnim djelima mogli pronaći pojedinosti o odnosu robovlasnika i robova, posebno u vezi s ponašanjem i kažnjavanjem robova. U književnosti su često opisani ekstremni primjeri, kao što je raspinjanje stotina robova zbog ubojstva gospodara. Takvi su primjeri iznimke, ali u njihovoj osnovi ipak leže pitanja koja su se ticala autora i čitatelja tih djela. Proučavanje književnih izvora koji se bave antičkim ropstvom može osvjetliti kontekst te institucije i iznijeti na vidjelo suvremene poglede na nju. 
Na primjer, Plutarh u svojim biografijama spominje ropstvo kako bi prosudio o naravi ljudi. U životopisu Katona Starijeg Plutarh otkriva suprotstavljena gledišta o robovima. Zapisao je kako je Katon, poznat po štedljivosti, prodavao svoje ostarjele robove jer "u njegovoj kući nije bilo mjesta za beskorisne robove", ali i da on sam vjeruje da je "odlika previše krute naravi oduzimati posao slugama kao da su divlje zvijeri". Pemda Plutarhovo gledište svakako izgleda plemenito, u daljnjem tekstu saznaje se kako Plutarh ne bi prodao ni ostarjelog vola, pa i on piše o robovima kao o teglećim životinjama, a ne kao o ljudskim bićima.
Među mnogobrojnim Ciceronovim pismima nalaze se i ona koja je pisao svom tajniku i robu, Tironu. Iako sam Ciceron zamjećuje da piše Tironu samo "kako bi se pridržavao svog ustaljenog običaja", na nekim mjestima pokazuje iskrenu brigu i pažnju prema svom robu. Štoviše, i sama činjenica da je Tiron imao dovoljno učenosti i slobode u pismima gospodaru iznositi svoje mišljenje pokazuje da se tu radilo o posebnim okolnostima. Prije svega, kao rob zadužen za upravne poslove Tiron je svakako uživao bolje uvjete života i rada nego većina robova koji su radili na poljima, u rudnicima i radionicama. Također, Ciceron je bio atipičan robovlasnik, pa se čak pobrinuo i za Tironovo obrazovanje. Ova pisma ukazuju na određenu bliskost i povezanost između gospodara i roba, ali u svakom od njih ipak se nalazi i bar jedna izravna zapovijed, što pokazuje da je Ciceron planski koristio prisnost kako bi osigurao Tironovu odanost i izvrešenje zadataka.
U rimskoj komediji rob (servus) jedan je od tipskih likova. Razlikuju se dva osnovna lika roba. Odani robovi često pomažu svom gospodaru zavesti ili dobiti ljubavnicu (što je najomiljeniji zaplet u rimskoj komediji) i često su prikazani kao plašljivi i zabrinuti zbog kazne koju mogu pretrpjeti. S druge strane, brojniji su lukavi robovi, koji znaju iskoristiti nezgode u koje zapadaju njihovi gospodari tako kako bi stvorili jedan izokrenuti poredak, u kojem su oni gospodari, a njihovi vlasnici se moraju pokoravati njihovim željama i savjetima. Često gospodar zatraži uslogu od roba, a ovaj je izvrši tek kad gospodar jasno odluči da rob ima vodeću ulogu, te ga preklinje i zove gospodarom, ponekad čak i bogom. Takvim se bogovima u komadu prijeti brojnim kaznama za izdaju, ali gotovo uveijk uspiju izbjeći kaznu zahvaljujući svojem lukavstvu.

## Oslobađanje robova
Oslobađanje roba zvalo se manumisija (manumissio), što doslovno znači "otpuštanje od ruke". Manumisija je bila javna ceremonija koja se obavljala pred nekim magistratom. Robovlasnik bi štapom dodirivao svog roba po glavi, nakon čega je rob postajao slobodan. Ponekad su rabljeni i jednostavniji načini puštanja robova na slobodu, na primjer taj što je robovlasnik pred obitelji i prijateljima objavljivao da pušta nekog roba na slobodu ili je jednostavno roba pozivao za svoj stol na obiteljskoj večeri. Kao znak manumisije bivšem je robu davana kapa koja se zvala pilleus.
Robovi su se oslobađali iz različitih razloga, na primjer u znak zahvalnosti za neko dobro djelo prema gospodaru ili u znak prijateljstva ili poštovanja. Rob koji je prikupio dovoljno novca ponekad je mogao otkupiti svoju slobodu, kao i slobodu još jednog roba, obično svoje družbenice. Međutim, tek nekolicina robova imala je dovoljno novca za to, a mnogim robovima nije bilo ni dopušteno posjedovati i držati novac. Robovi su oslobađani i oporukama koje bi za sobom ostavili pokojni robovlasnici.  August je oporučne manumisije ograničio na najviše stotinu robova, odnosno još i manje u malom kućanstvu.
Najčešće su oslobađani obrazovani i kvalificirani robovi.  Naposljetku je puštanje robova poprimilo takve razmjere, da je August donio zakon po kojem nijedan rob nije mogao biti oslobođen prije 30. godine života.

## Oslobođenici
Rim se razlikovao od grčkih polisa po tome što je oslobođenim robovima davao građanska prava. Nakon manumisije rob koji je prethodno pripadao nekom rimskom građaninu uživao je ne samo pasivnu slobodu od pripadnosti nekome, nego i aktivnu političku slobodu (libertas), uključujući i pravo glasa. Rob koji je stekao slobodu (libertas) postajao je tako libertus, tj. "oslobođenik" (u ženskom rodu: liberta) u odnosu na svog bivšeg gospodara, koji je, pak, postajao njegov patron (patronus). Kao društveni sloj oslobođenici su se zvali libertini, premda kasniji pisci termine libertus i libertinus rabe kao istoznačnice. Oslobođenici nisu mogli vršiti političke funkcije, zauzimati svećenićke položaje u državnoj religiji i postići zakoniti senatorski položaj.  Međutim, u doba ranog carstva oslobođenici su često držali neke od ključnih položaja u državnoj birokraciji, a vremenom su razmjeri njihovog sudoništva toliko narasli da ga je car Hadrijan zakonom ograničio. Sva buduća dejca oslobođenog roba bila su punopravni rimski građani. Rimski pjesnik Horacije bio je sin jednog oslobođenika i služio je kao časnik u vojsci Marka Junija Bruta.
Neki su oslobođenici postali vrlo moćni i utjecajni. Mnogi su vršili važne dužnosti u upravi Rimskog Carstva. Oslobođenici carske obitelji često su obavljali najvažnije zadatke u carskoj birokraciji.  Neki su dospjeli na napadno moćne položaje, kao Tiberije Klaudije Narcis, bivši rob cara Klaudija. Neki su oslobođenici stekli veliko bogatstvo. Vjeruje se da su oslobođenici bili i braća koja su posjedovala tzv. Kuću Vetijevaca, jednu od najvećih i najvelebnijih kuća u Pompejima. Amfiteatar u Pompejima projektirao je jedan oslobođenik.
Pripadnici tradicionalne rimske aristokracije i dalje su na oslobođenika koji je stekao bogatstvo i utjecaj mogli s prijezirom gledati kao na vulgarnog "novobogataša". Trimalhion, lik koji se pojavljuje u Petronijevom Satirikonu, predstavlja karikaturu jednog takvog oslobođenika.

## Vanjske poveznice
- Antički izvori o ropstvu u Rimu  Arhivirana inačica izvorne stranice od 6. prosinca 2010. (Wayback Machine)